# Паси-сюр-Эр (кантон)
Паси-сюр-Эр (фр. Pacy-sur-Eure) — кантон во Франции, находится в регионе Нормандия, департамент Эр. Входит в состав округа Лез-Андели.

## История
До 2015 года в состав кантона входили коммуны Арданкур-Кошерель, Бонкур, Брёйпон, Буассе-ле-Преванш, Бюей, Вильга, Вильер-ан-Дезёвр, Во-сюр-Эр, Гаданкур, Кайуе-Оржевиль, Круази-сюр-Эр, Ле-Кормье, Ле-Плеси-Эбер, Мений, Мере, Нёйи, Паси-сюр-Эр, Сент-Акилен-де-Паси, Сьере, Фен, Шень, Эглевиль и Экур.
В результате реформы 2015 года состав кантона был изменен. В его состав включены отдельные коммуны упраздненных кантонов Вернон-Нор, Вернон-Сюд и Эврё-Эст. 
С 1 января 2017 года в составе кантона произошли изменения: коммуны Ла-Шапель-Реанвиль, Сен-Жюст и Сен-Пьер-д'Отиль объединились в новую коммуну Ла-Шапель-Лонгвиль; коммуна Сент-Акилен-де-Паси вошла в состав коммуны Паси-сюр-Эр.

## Состав кантона с 1 января 2017 года
В состав кантона входят коммуны (население по данным Национального института статистики Архивная копия от 7 ноября 2021 на Wayback Machine за 2018 г.):
- Арданкур-Кошерель (264 чел.)
- Брёйпон (1 222 чел.)
- Буасе-ле-Преванш (476 чел.)
- Бюей (1 618 чел.)
- Виле-су-Байёль (313 чел.)
- Вильга (349 чел.)
- Вильер-ан-Дезёвр (937 чел.)
- Во-сюр-Эр (268 чел.)
- Гаданкур (380 чел.)
- Дуэн (494 чел.)
- Жуи-сюр-Эр (586 чел.)
- Кайуе-Оржевиль (484 чел.)
- Круази-сюр-Эр (197 чел.)
- Ла-Буасьер (270 чел.)
- Ла-Шапель-Лонгвиль (3 325 чел.)
- Ла-Эньер (407 чел.)
- Ле-Кормье (396 чел.)
- Ле-Плеси-Эбер (399 чел.)
- Мений (1 739 чел.)
- Мере (345 чел.)
- Мерсе (52 чел.)
- Нёйи (181 чел.)
- Паси-сюр-Эр (5 069 чел.)
- Рувре (258 чел.)
- Сен-Венсан-де-Буа (331 чел.)
- Сен-Марсель (4 446 чел.)
- Сент-Коломб-пре-Вернон (303 чел.)
- Ульбек-Кошерель (1 293 чел.)
- Фен (442 чел.)
- Фонтен-су-Жуи (860 чел.)
- Шамбре (418 чел.)
- Шень (277 чел.)
- Эглевиль (423 чел.)
- Экур (322 чел.)

## Политика
На президентских выборах 2022 г. жители кантона отдали в 1-м туре Эмманюэлю Макрону 29,7 % голосов против 28,1 % у Марин Ле Пен и 15,7 % у Жана-Люка Меланшона; во 2-м туре в кантоне победил Макрон, получивший 53,8 % голосов. (2017 год. 1 тур: Марин Ле Пен – 27,5 %, Франсуа Фийон – 23,6 %, Эмманюэль Макрон – 21,9 %, Жан-Люк Меланшон – 14,2 %; 2 тур: Макрон – 58,9 %. 2012 год. 1 тур: Николя Саркози — 33,9 %, Марин Ле Пен — 21,1 %, Франсуа Олланд — 21,1 %; 2 тур: Саркози — 61,3 %. 2007 год. 1 тур: Саркози — 37,5 %, Сеголен Руаяль — 18,1 %; 2 тур: Саркози — 64,1 %).
С 2015 года кантон в Совете департамента Эр представляют бывший вице-мэр города Сен-Марсель Сесиль Карон (Cécile Caron) (Разные правые) и первый вице-мэр города Паси-сюр-Эр, бывший президент Совета департамента  Паскаль Леонгр (Pascal Lehongre) (Республиканцы).
|                | Кандидаты                           | Партия                   | Первый тур | Первый тур     | Второй тур | Второй тур |
| Кол-во голосов | Кандидаты                           | Партия                   | % голосов  | Кол-во голосов | % голосов  |            |
| -------------- | ----------------------------------- | ------------------------ | ---------- | -------------- | ---------- | ---------- |
|                | Сесиль Карон Паскаль Леонгр         | Правый блок              | 4 660      | 61,45          | 5 548      | 76,86      |
|                | Дидье Орн Александра Пьель          | Национальное объединение | 1 719      | 22,67          | 1 670      | 23,14      |
|                | Фредерика Мирошникоф Леон Станкович | Разные левые             | 1 205      | 15,89          |            |            |

|                | Кандидаты                    | Партия                  | Первый тур | Первый тур |
| Кол-во голосов | Кандидаты                    | Партия                  | % голосов  |            |
| -------------- | ---------------------------- | ----------------------- | ---------- | ---------- |
|                | Сесиль Карон Паскаль Леонгр  | Правый блок             | 5 747      | 52,43      |
|                | Карин Ле Бар Ив Одик         | Национальный фронт      | 3 237      | 29,53      |
|                | Эрве Мембрадо Летиция Санчес | Европа Экология Зелёные | 1 131      | 10,32      |
|                | Арман Бернини Кароль Депюизе | Левый фронт             | 847        | 7,73       |